# Radio Primavera
Radio Primavera ist ein privater Hörfunksender mit Sitz in Aschaffenburg.

## Geschichte des Senders
Das Programm ist seit dem 15. Mai 1987 auf Sendung. Im Jahr 1997 zog der Sender von der Frohsinnstraße in das neue Funkhaus an der Würzburger Straße. Radio Primavera sendet im Soft-Adult-Contemporary-Format. Der Musikschwerpunkt umfasst Oldies und aktuelle Pophits, sonntags werden bis 13 Uhr in Fleckensteins Alpenradio Volksmusik, Austropop und volkstümliche Schlager gesendet. Die Nachrichten sind im ersten Teil Weltnachrichten und im zweiten Teil Lokalnachrichten. Radio Primavera bezeichnet sich selbst als „Wohlfühlradio“, Zielgruppe sind Menschen zwischen 30 und 59 Jahren.

## Team
Zum Team des Senders gehören die Moderatoren Daniel Fleckenstein („Am Morgen“) und Liane Wirzberger („Am Mittag“).
Ab dem 4. März 2011 präsentierte Jörg Kachelmann jeden Freitag und Samstag das Wochenendwetter. Der Vertrag mit Primavera war auf ein Jahr befristet.

## Reichweite
Primavera ist in den Landkreisen Aschaffenburg und Miltenberg sowie Teilen anliegender Landkreise (Main-Kinzig-Kreis, Kreis Offenbach, Kreis Darmstadt-Dieburg und Odenwaldkreis) präsent.
Es wird auf den folgenden Frequenzen im analogen UKW-Bereich gesendet:
- 100,4 MHz: Aschaffenburg, Seligenstadt, Rödermark, Rodgau, Dietzenbach
- 90,8 MHz: Offenbach, Hanau, Gelnhausen, Alzenau
- 99,4 MHz: Miltenberg, Amorbach, Odenwald

Über DAB+ ist Radio Primavera in ganz Unterfranken in digitaler Qualität zu empfangen:
- Kanal 10 A (209,936 MHz), Sender Pfaffenberg, Sender Alzenau, Sender Miltenberg-Wenschdorf, Sender Kreuzberg, Sender Frankenwarte, Sender Burgsinn

## Onlinevideos als Begleitprogramm
Der Hörfunksender produziert Videos und vermarktet diese als primavera24.tv, allerdings ohne Fernsehlizenz der Medienaufsichtsbehörde, sondern als Begleitangebot auf der Website des Hörfunksenders. Angeboten werden Clips unter dem Namen Reporter Aktuell im unregelmäßigen Abstand von meist einigen Tagen, sowie mehrmenütige Meldungsblöcke unter dem Titel GemeindeTV (monatlich aus Niedernberg, Großwallstadt, Kleinwallstadt, Mömbris und Sulzbach), sowie themenbezogene Videos unter dem Titel Mainproject Digital.

## Besitzer
Radio Primavera gehört über Zwischengesellschaften (Funkhaus Aschaffenburg) ebenso wie Radio Galaxy mehrheitlich zur Sendergruppe Neue Welle, die Teil der Unternehmensgruppe Müller Medien (im Kern der Telefonbuch-Verlag Hans Müller) ist. Müller Medien ist vollständig im Besitz der Familie von Gunther Oschmann. Minderheitsgesellschafter des Senders (35 %) ist Studio Gong, hinter dem Hubert Burda Media, mehrere Tageszeitungen und wiederum Müller Medien stehen.